# Лутихер, Рафаэль
Рафаэль Хулиан Лутихер Видальон (исп. Rafael Julián Lutiger Vidalón; род. 3 июля 2001, Лима) — перуанский футболист, защитник клуба «Спортинг Кристал». 

## Клубная карьера
Лутихер — воспитанник столичных клубов «Эстудиантес» и «Спортинг Кристал». 28 ноября 2020 года в матче против «Академия Кантолао» он дебютировал в перуанской Премьере. По итогам сезона игрок помог клубу выиграть чемпионат. В начале 2021 года Лутихер на правах аренды перешёл в «Карлос Мануччи». 22 марта в матче против «Кахамарка» он дебютировал за новый клуб. 16 мая в поединке против «Мельгара» Рафаэль забил свой первый гол за «Карлос Мануччи». По окончании аренды Литихер вернулся в «Спортинг Кристал». 13 мая 2022 года в поединке против «Аякучо» Рафаэль забил свой первый гол за клуб.  

## Достижения
Клубные
 «Спортинг Кристал»
- Победитель перуанской Примеры — 2020